# Handroanthus cristatus
Handroanthus cristatus é uma espécie de árvore do gênero Handroanthus.